# Gediz
Gediz är en stad i provinsen Kütahya i västra Turkiet och distriktshuvudstad i distriktet Gediz. Folkmängden år 2022 var 26 662 och ytterligare 2768 i den gamla staden Eskigediz 7 km norr om stadskärnan.
Stadens historia kan spåras tillbaka till 700-talet f.Kr., den frygiska perioden i Mindre Asiens historia. Där finns en antik akvedukt och fram till 1970 två moskéer från 1500-talet. Moskéerna och många andra byggnader förstördes vid en jordbävning 1970. Efter jordbävningen flyttades staden till en ny plats 7 km söder om den gamla. Delar av den gamla staden finns kvar som turistmål. 